# Ферран, Аугусто (художник)
Аугусто Ферран-и-Андрес (исп. Augusto Ferrán y Andrés; 11 октября 1814, Пальма-де-Майорка — 28 июня 1879, Гавана) — кубинский художник и скульптор испанского происхождения. Дядя поэта Аугусто Феррана.
Сын скульптора. В 1828—1833 гг. учился в Барселоне, в том числе у Буэнавентуры Планельи (живопись) и Дамиана Кампени (скульптура). В 1834—1837 гг. учился в мадридской Королевской академии изящных искусств Сан-Фернандо, в том числе у Хосе Мадрасо. В 1837 г. сотрудничал с журналами «Испанский художественный еженедельник» и «Художественное обозрение», с 1835 года выставлялся как скульптор. Недолгое время работал в Париже, затем снова в Барселоне.
В 1843 году вслед за старшим братом обосновался в Гаване, где открыл школу живописи. В 1849 году отправился в Калифорнию, чтобы запечатлеть Калифорнийскую золотую лихорадку; по возвращении на Кубу вместе с другим художником, Хосе Батуроне, выпустил сборник литографий «Калифорнийский альбом» (исп. Album Californiano. Coleccion de Tipos Observados y Dibujados), представляющий в несколько ироническом свете характерных персонажей калифорнийской повседневности. В 1850 году стал профессором скульптуры в Национальной академии художеств Сан-Алехандро, ввёл в практику преподавания копирование учениками античных статуй, для чего заказал из Испании их профессиональные копии. В кубинский период выставлялся как автор религиозных полотен, участвовал в церковных росписях, работал также как портретист.